# Thai Airways International
Thai Airways International (Thai) är ett flygbolag från Thailand. Flygbolaget är medlem i flygalliansen Star Alliance. 
Thai Airways flyger reguljärt dagligen mellan Stockholm-Arlanda och Bangkok. Linjen flygs vanligtvis med Airbus A350-900. Det finns även en daglig linje från Köpenhamn. Thai har även direktflyg till de flesta större europeiska flygplatser samt även direktlinje till USA.
Bolagssymbol är orkidén. 
Thai Airways äger, tillsammans med andra investerare, lågprisbolaget Nok Air. Bolaget har även en regional flygbolag under namnet Thai Smile.

## Historia
Thai Airways International grundades 1960 som ett samriskföretag mellan Thai Airways Company och SAS. 1977 köptes SAS ut för att göra Thai Airways 100% ägt av den thailändska regeringen. 
Företagets första flygning skedde den 11 maj 1960. Flygbolaget hette till en början "Thai International" och "Thai Airways Inrikes". Senare bytte man namn till nuvarande Thai Airways International.

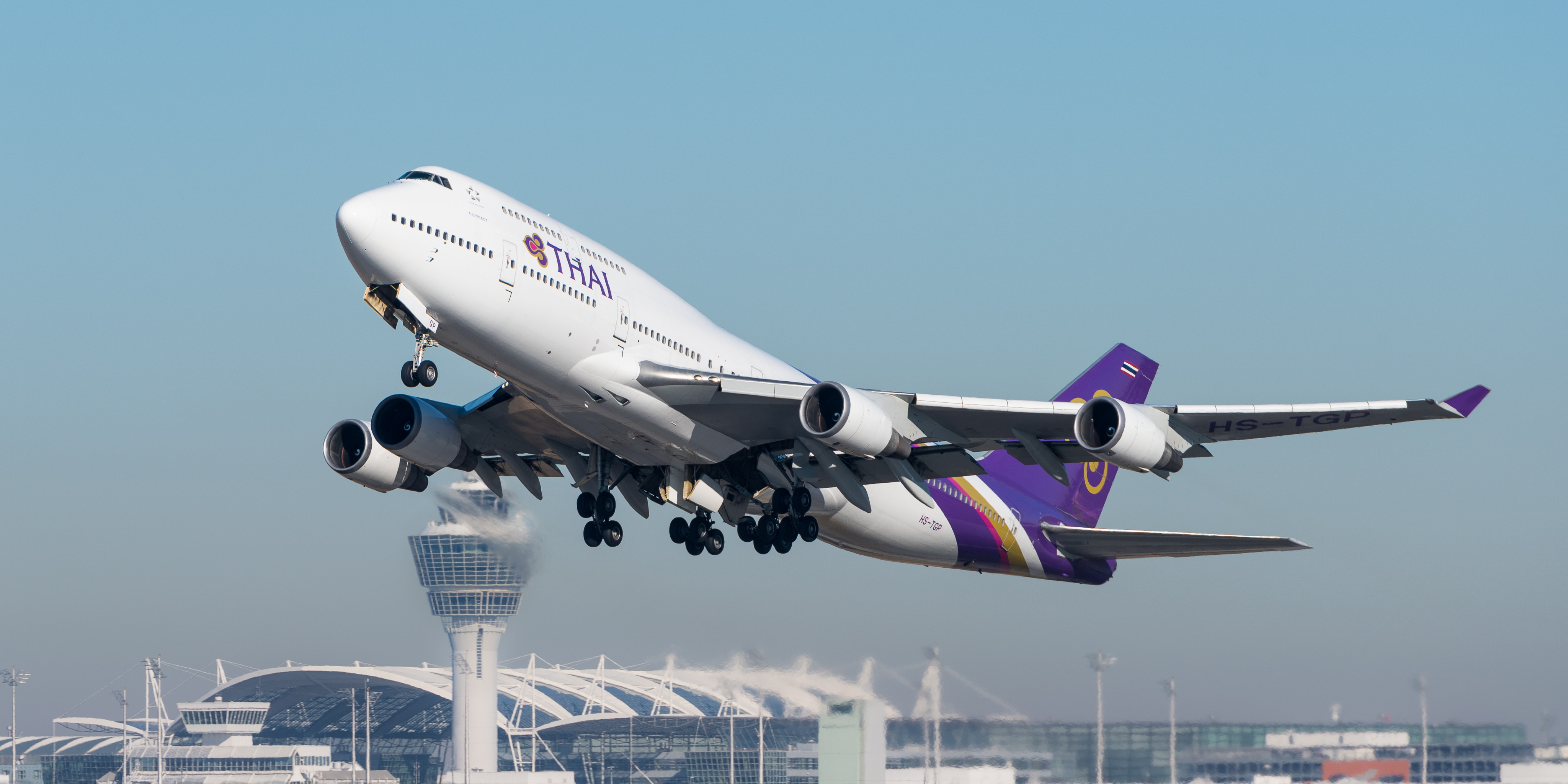
En Boeing 747 under starten.
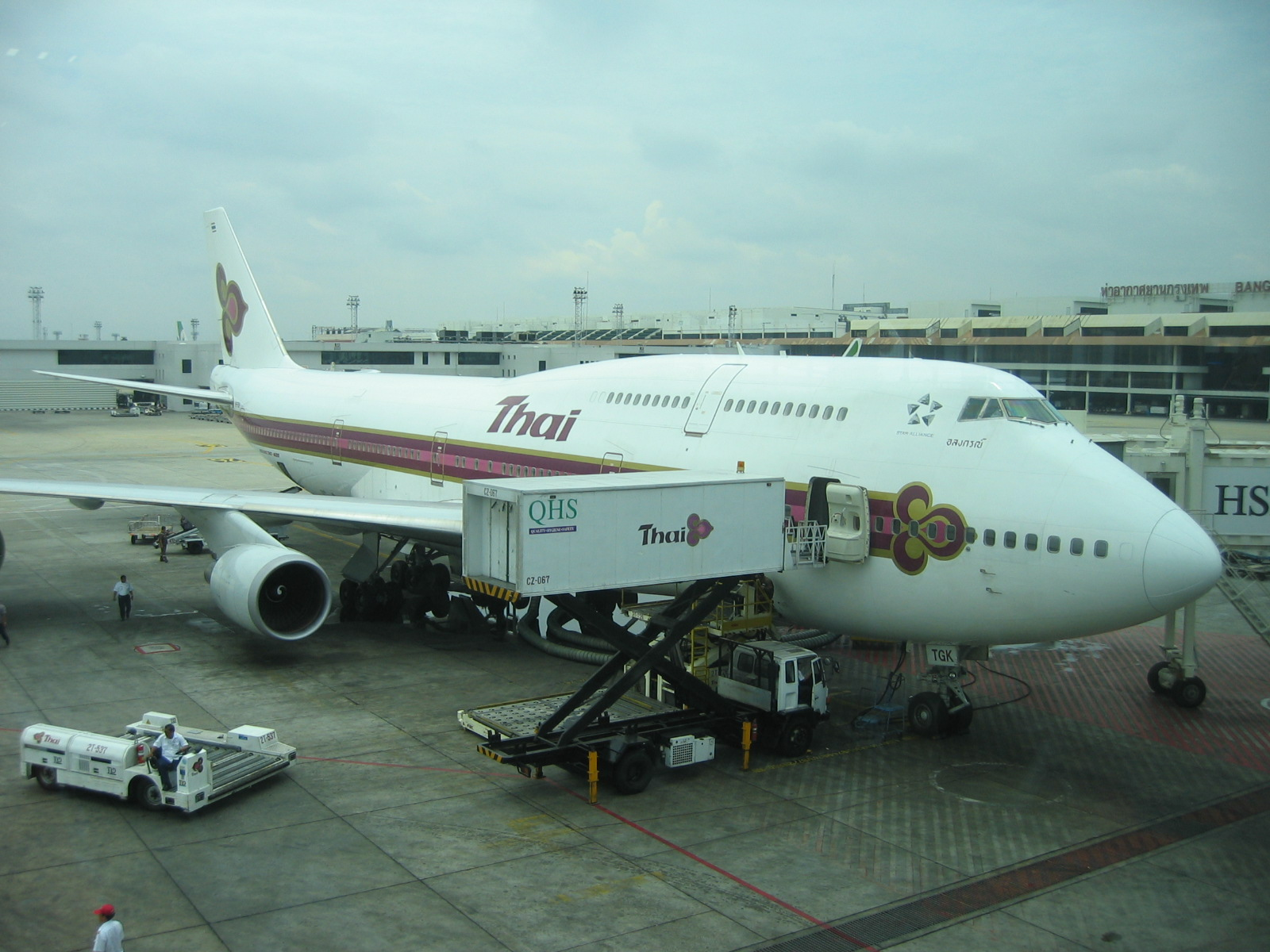
En Boeing 747 från Thai.

## Flotta

### List
Från och med juni 2023 driver Thai Airways International följande flygplan:
| Flygplanstyp     | I tjänst | Beställda | Passagerare | Passagerare | Passagerare | Passagerare | Passagerare | Anteckning                                                                                    |
| Flygplanstyp     | I tjänst | Beställda | F           | C           | U           | Y           | Total       | Anteckning                                                                                    |
| ---------------- | -------- | --------- | ----------- | ----------- | ----------- | ----------- | ----------- | --------------------------------------------------------------------------------------------- |
| Airbus A320-200  | 6        | —         | —           | —           | 12          | 156         | 168         | Drivs av Thai Smile. Ska överföras tillbaka till Thai Airways International i slutet av 2023. |
| Airbus A320-200  | 14       | —         | —           | —           | 12          | 162         | 174         | Drivs av Thai Smile. Ska överföras tillbaka till Thai Airways International i slutet av 2023. |
| Airbus A321neo   | —        | 10        | TBA         | TBA         | TBA         | TBA         | TBA         | Leverans skall påbörjas mitten av 2025.                                                       |
| Airbus A330-300  | 3        | —         | —           | 31          | —           | 263         | 294         |                                                                                               |
| Airbus A350-900  | 12       | —         | —           | 32          | —           | 289         | 321         |                                                                                               |
| Airbus A350-900  | 2        | 9         | —           | 33          | —           | 301         | 334         | Leverans skall påbörjas Maj 2023.                                                             |
| Boeing 777-200ER | 6        | —         | —           | 30          | —           | 262         | 292         |                                                                                               |
| Boeing 777-300ER | 3        | —         | 8           | 40          | —           | 255         | 303         |                                                                                               |
| Boeing 777-300ER | 14       | —         | —           | 42          | —           | 306         | 348         | Skall ombyggas till tre-klass konfiguration                                                   |
| Boeing 787-8     | 6        | —         | —           | 24          | —           | 240         | 264         |                                                                                               |
| Boeing 787-9     | 2        | —         | —           | 30          | —           | 268         | 298         |                                                                                               |
| Total            | 68       | 19        |             |             |             |             |             |                                                                                               |